# Machilus calcicola
Machilus calcicola är en lagerväxtart som beskrevs av S. Lee & C.J. Qi. Machilus calcicola ingår i släktet Machilus och familjen lagerväxter. Inga underarter finns listade i Catalogue of Life.